# Ivan Čačić
Ivan Čačić (Zagreb, 13. travnja 1952.) je hrvatski meteorolog. Od 2004. godine ravnatelj je Državnog hidrometeorološkog zavoda.
U Zagrebu je završio gimnaziju, a diplomirao je na zagrebačkom Prirodoslovno-matematičkom fakultetu, na odsjeku Geofizika s meteorologijom. Godine 1984. završava magisterij. Od 1987. zaposlenik je Državnog hidrometeorološkog zavoda. Od 1986. radi na HTV-u kao prezenter vremenske prognoze.
Član je međunarodne udruge International Association of Broadcast Meteorology, Hrvatskog novinarskog društva, Hrvatskog filološkog društva, te član Hrvatskog meteorološkog društva čiji je predsjednik bio od 1998. do 2001. godine.